# Ado Riegler
Ado Riegler (* 25. Juli 1906 in Wiesbaden; † 20. Januar 1988 in München) war ein deutscher Schauspieler und Regisseur.

## Leben
Ado Riegler absolvierte seine Schauspielausbildung in München, wo er auch debütierte. 1930 spielte er an den Münchner Kammerspielen. Anschließend war er Ensemblemitglied bei der „Bayerischen Landesbühne“. In der Spielzeit 1937/38 war er Mitglied der „Konrad-Dreher-Bühne“ in München. In der Spielzeit 1938/39 war er bei der „Reichssoldatenbühne“ engagiert, an der er an der Seite von Bella Waldritter in dem Lustspiel Ein ganzer Kerl von Fritz Peter Buch als Landarzt Dr. Willmer auftrat. Ab der Spielzeit 1939/40 gehörte er zum Ensemble der „Landesbühne Oberdonau“ in Braunau am Inn. Im Oktober 1939 gastierte er mit dem Ensemble der „Landesbühne Oberdonau“ als Generaldirektor Hamermann in dem musikalischen Schwank Frischer Wind [aus Kanada] von Hans Müller-Nürnberg im Kurtheater Bad Aussee. Im November 1939 trat er am Stadttheater Braunau a. Inn in dem Soldatenstück Der Frontgockel von Hans Fitz auf. Im Dezember 1939 übernahm er dort die Spielleitung bei der Neuaufführung des Dramas Der Weibsteufel von Karl Schönherr. In der Spielzeit 1940/41 übernahm er bei der „Landesbühne Oberdonau“ die Rolle des Mydas in der Operette Die schöne Galathée.
Nach dem Zweiten Weltkrieg gehörte er in München zu den ersten Sprechern beim Sender Radio München, aus dem später der Bayerische Rundfunk entstand. Außerdem beteiligte er sich als Schauspieler am kulturellen Wiederaufbau im Nachkriegsdeutschland, u. a. am „Neuen Theater München“. Ab der Spielzeit 1946/47 wirkte er als Oberspielleiter des neugegründeten Schiller-Theaters in Ludwigsburg, an dem er weiterhin auch als Schauspieler auftrat.
Riegler war im Verlauf seiner Karriere immer wieder als Theaterschauspieler tätig. Im Mai 1950 übernahm er bei der „Bayerischen Staatsoperette“ im Staatstheater am Gärtnerplatz in München die Rolle des Heinrich Oberholzer in der Uraufführung von Paul Burkhards musikalischer Komödie Feuerwerk. Ab September 1954 spielte er am Deutschen Theater München neben Johannes Heesters und Gitta Lind in der Operette Hochzeitsnacht im Paradies von Friedrich Schröder. In der Spielzeit 1958/59 trat er an den Münchner Kammerspielen neben Friedrich Domin in der Titelrolle als Eisengießer Vanni in Bertolt Brechts Schauspiel Leben des Galilei (Regie: Hans Schweikart) auf. In der Spielzeit 1959/60 war er am „Intimen Theater“ in München als Gast engagiert. In den Spielzeiten 1965/66 und 1966/67 trat er an der Kleinen Komödie in München auf. In den Spielzeiten 1967/68 und 1968/69 war er am Münchner Volkstheater verpflichtet. Von 1970 bis 1974 war er unter der Leitung von Heinz Redmann festes Ensemblemitglied am „Münchner Theater für Kinder“. Auf Tourneen durch Bayern, Südtirol und die Schweiz verkörperte er zahlreiche Charakterrollen (Striese, Pastor Manders, Titelrolle in Der eingebildete Kranke, Dorfrichter Adam, Falstaff). In der Spielzeit 1971/72 war er wieder am Münchner Volkstheater verpflichtet. Ab der Spielzeit 1971/72 war er mehrfach als Gast an der Lore-Bronner-Bühne in München engagiert. Zuletzt war Riegler in der Spielzeit 1987/88 an der Lore-Bronner-Bühne in München engagiert. Im November 1987 hatte er dort in dem Theaterstück Rebecca seinen letzten Bühnenauftritt.
Riegler spielte ab den 1950er Jahren zahlreiche Rollen in Kinofilmen. Auch war er in Österreich und Deutschland in zahlreichen Fernsehproduktionen zu sehen. Riegler wurde dabei fast ausschließlich als Charakterdarsteller, häufig in prägnanten Nebenrollen, eingesetzt.
Als Rieglers ersten Filmauftritt führt die Filmdatenbank IMDb das Filmdrama Die große Versuchung, eine Kinoproduktion aus dem Jahr 1952 mit Dieter Borsche und Ruth Leuwerik in den Hauptrollen, in der er unter der Regie von Rolf Hansen in der Rolle des Dr. Köberl zu sehen war. In den Märchenfilmen Die goldene Gans (1953) und Brüderchen und Schwesterchen (1953) spielte er unter der Regie von Walter Oehmichen. In der Filmbiografie Sauerbruch – Das war mein Leben (1954) spielte er an der Seite von Ewald Balser die Rolle des Dr. Neumann. In dem Märchenfilm Die Heinzelmännchen (1956) hatte er die Rolle des Stadthauptmanns. In dem Heimatfilm Die Herrin vom Sölderhof (1956) übernahm er an der Seite von Ilse Werner und Viktor Staal die Rolle des Landrats Karl Schwenninger. In dem Historienfilm Königin Luise (1957), mit Ruth Leuwerik in der Titelrolle, war er unter der Regie von Wolfgang Liebeneiner als General von Köckritz zu sehen. In dem Film Abschied von gestern (1966) von Regisseur Alexander Kluge übernahm er die Rolle eines Priesters.
Ab den 1960er Jahren wirkte Riegler in zahlreichen Fernsehserien mit, unter anderen in Kommissar Freytag, Die fünfte Kolonne, Funkstreife Isar 12, Der Alte und Derrick. In der Familienserie Die Familie Hesselbach (1967) spielte er den Hoteldirektor Klotz.
Riegler arbeitete auch häufig als Sprecher für Hörspiele. 1957 war er in einer Produktion des Bayerischen Rundfunks als Harris in dem Kriminalhörspiel Das Veilchen, das im Verbogenen blüht aus der Krimireihe Dickie Dick Dickens zu hören. 1959 hatte er eine Rolle in dem Kriminalhörspiel Gestatten, mein Name ist Cox. Er sprach die Titelfigur in der Hörspielserie Onkel Poppoffs wunderbare Abenteuer (1967) nach den Kinderbüchern von Janosch und den Zauberer Ambrosi Pimpinelli in dem Märchenhörspiel Die wunderbaren Abenteuer des Kasperl Larifari (1967). Er wirkte in zahlreichen Märchen-Hörspielen mit. Er hatte außerdem Rollen in den Hörspielen Karlsson vom Dach (1966, als Karlsson), Pinocchio (1969, als Meister Zorntiegel), Räuber Hotzenplotz (1970, als Zauberer Zwackelmann), Das kleine Gespenst (1971, als Bürgermeister), Die kleine Hexe (1972, als Maronimann) und Urmel aus dem Eis ([VÖ, ab 1971?], als König Futsch und als König Pumponell) sowie in den Pumuckl-Radiohörspielen.
1956 interpretierte er die Rolle des Pascha Mehmed in einer Rundfunkgesamtaufnahme der Operette Die Rose von Stambul mit dem Münchner Rundfunkorchester unter der musikalischen Leitung von Werner Schmidt-Boelcke.
Riegler war auch als Schauspiellehrer tätig. Zu seinen Schülern gehörten unter anderem Christiane Blumhoff, Renate Koehler und Frithjof Vierock. Ado Riegler war mit der Schauspielerin Martina Eginhart verheiratet. Er wurde auf dem Friedhof am Perlacher Forst in München beigesetzt.

## Filmografie (Auswahl)
- 1952: Die große Versuchung
- 1953: Die goldene Gans
- 1953: Brüderchen und Schwesterchen
- 1954: Sauerbruch – Das war mein Leben
- 1955: Es geschah am 20. Juli
- 1955: Der Revisor (Fernsehfilm)
- 1956: Die Heinzelmännchen
- 1956: Die Herrin vom Sölderhof
- 1956: Der Jäger vom Roteck
- 1957: Königin Luise
- 1958: Auferstehung
- 1959: Arzt ohne Gewissen
- 1959: Ein Sommer, den man nie vergißt
- 1960: Gustav Adolfs Page
- 1961: Der Fall Winslow (Fernsehfilm)
- 1962: Funkstreife Isar 12: Die Belehrung (Fernsehserie, eine Folge)
- 1963: Das Kriminalmuseum: Fünf Fotos (Fernsehserie, eine Folge)
- 1963: Die sanfte Tour: Der Baron und die Schirme (Fernsehserie, eine Folge)
- 1964: Die fünfte Kolonne: Der Gast (Fernsehserie, eine Folge)
- 1964–1966: Kommissar Freytag (Fernsehserie, 2 Folgen)
- 1966: Die seltsamen Methoden des Franz Josef Wanninger: Es liegt in der Luft (Fernsehserie, eine Folge)
- 1966: Abschied von gestern
- 1967: Die Firma Hesselbach: ...und der Windhund (Fernsehserie, eine Folge)
- 1979: Der Alte: Alte Kameraden (Fernsehserie, eine Folge)
- 1980: Ein Guru kommt (Fernsehfilm)
- 1981: Derrick: Die Stunde der Mörder (Fernsehserie, eine Folge)